# Storena dibangensis
Storena dibangensis är en spindelart som beskrevs av Biswas 2006. Storena dibangensis ingår i släktet Storena och familjen Zodariidae. Inga underarter finns listade i Catalogue of Life.